# Магдалена фон Шварцбург
Магдалена фон Шварцбург (на немски: Magdalene von Schwarzburg; * 6 септември 1530; † 7 септември 1565, Арнщайн) е графиня от Шварцбург-Зондерсхаузен и чрез женитба графиня на Мансфелд и Арнщайн.

## Произход
Тя е най-голямата дъщеря (второто дете от 9 деца) на граф Гюнтер XL фон Шварцбург (1499 – 1552), наричан „Богатия" или „този с мазната уста“, и съпругата му графиня Елизабет фон Изенбург-Бюдинген-Келстербах († 1572), дъщеря на граф Филип фон Изенбург-Бюдинген-Ронебург-Келстербах (1467 – 1526) и графиня Амалия фон Ринек (1478 – 1543).

## Фамилия
Магдалена фон Шварцбург се омъжва на 29 май 1552 г. или 20 октомври 1552 г. в Арнщат за граф Йохан Албрехт VI фон Мансфелд-Арнщайн (* 5 февруари 1522, Хелдрунген; † 8 юли 1586, Айзлебен), син на граф Ернст II фон Мансфелд-Фордерорт (1479 – 1531) и втората му съпруга графиня Доротея фон Золм-Лих (1493 – 1578). Те имат девет деца:
- Гебхард VIII (1553 – 1 февруари 1601)
- Вилхелм V (1555 – 21 октомври 1615), граф на Мансфелд-Арнщайн от 1585, маршал на Ансбах, женен на 24 юни 1592 г. за графиня Матилда фон Насау-Диленбург (27 декември 1570 – 10 май 1625)
- Йохан Гюнтер (18 юли 1558 – 9 юли 1602), близнак, домхер в Страсбург (1593)
- Ото III (18 юли 1558 – 26 октомври 1599), близнак
- Елизабет (* 20 септември 1559), блзначка, омъжена за Хендрик ван Рееде, господар ван Брандлигт в Бентхайм († 1610)
- Адриана (20 септември 1559 – 25 септември 1625, Илзенбург), близначка, омъжена на 24 юни 1583 г. в Илзенбург, Харц, за граф Хайнрих XI фон Щолберг-Щолберг-Вернигероде (29 ноември 1551 – 16 април 1615)
- Доротея (23 март 1561 – 23 февруари 1594, Десау), омъжена на 22 февруари 1588 г. в Хедерслебен за княз Йохан Георг I фон Анхалт-Десау (9 май 1567 – 24 май 1618)
- Анна София (1564 – 18 юли 1621), омъжена 1599 г. за Йохан Албрехт фон Волфщайн (3 ноември 1574 – 27 май 1620, Крайлсхайм)
- Анна Сузана (* 1565), омъжена за граф Фердинанд Шлик цу Басано-Вайскирхен († 1618)

Йохан Албрехт VI се жени втори път 1570 г. за Катарина фон Глайхен-Бланкенхайн (1548 – 1601). Бракът е бездетен.